# Vallée de Las Vegas
La vallée de Las Vegas (en anglais : Las Vegas Valley) est une région métropolitaine de près de 1 600 km2 dans la partie sud de l'État du Nevada aux États-Unis.
Elle comprend les villes de Las Vegas, Henderson et North Las Vegas, ce qui représentait environ 1 155 960 habitants en 2015. Son agglomération comporte plus de 2 millions d’habitants, ce qui fait d’elle la région la plus peuplée de l’État. Elle est couramment désignée comme la « neuvième île » d’Hawaï, en raison du nombre important d’Hawaïens qui vivent ou voyagent dans cette région.
La vallée est connue mondialement pour ses différents divertissements, notamment les jeux d’argent, le shopping, et la vie nocturne. Il s’agit aujourd’hui de l’une des régions les plus visitées au monde, avec près de 39 millions de touristes en 2011.

## Histoire
La vallée a été découverte en 1829 par le Mexicain Raphael Rivera, qui faisait partie de la caravane d'Antonio Armijo. Celui-ci était chargé d'ouvrir une route commerciale vers Los Angeles. La vallée étant composée de prairies, ils décidèrent de la nommer Las Vegas (« Les Prairies » en espagnol).
Au milieu du XIXe siècle, des Mormons s’installent dans la région et y construisent un fort, mais ils l’abandonnent au bout de quelques années. La vallée reste ensuite inhabitée pendant plusieurs décennies.
En 1930, le président américain Herbert Hoover lance le projet du barrage Hoover, qui attire alors des dizaines de milliers d’ouvriers. La ville de Las Vegas passe de 5 000 habitants à plus de 25 000. Des casinos sont alors construits pour divertir les employés. 
Dans les années 1960, Howard Hughes emménage à Las Vegas et achète pour plus de 300 millions de dollars d’hôtels et de casinos, dont la plupart appartenaient au milieu du crime organisé. Il participe ainsi à la transformation de Las Vegas en ville cosmopolite.
Depuis les années 1970, la vallée ne cesse de se développer. Cependant, son succès est ralenti par la crise économique de la fin des années 2000.

## Géographie et environnement

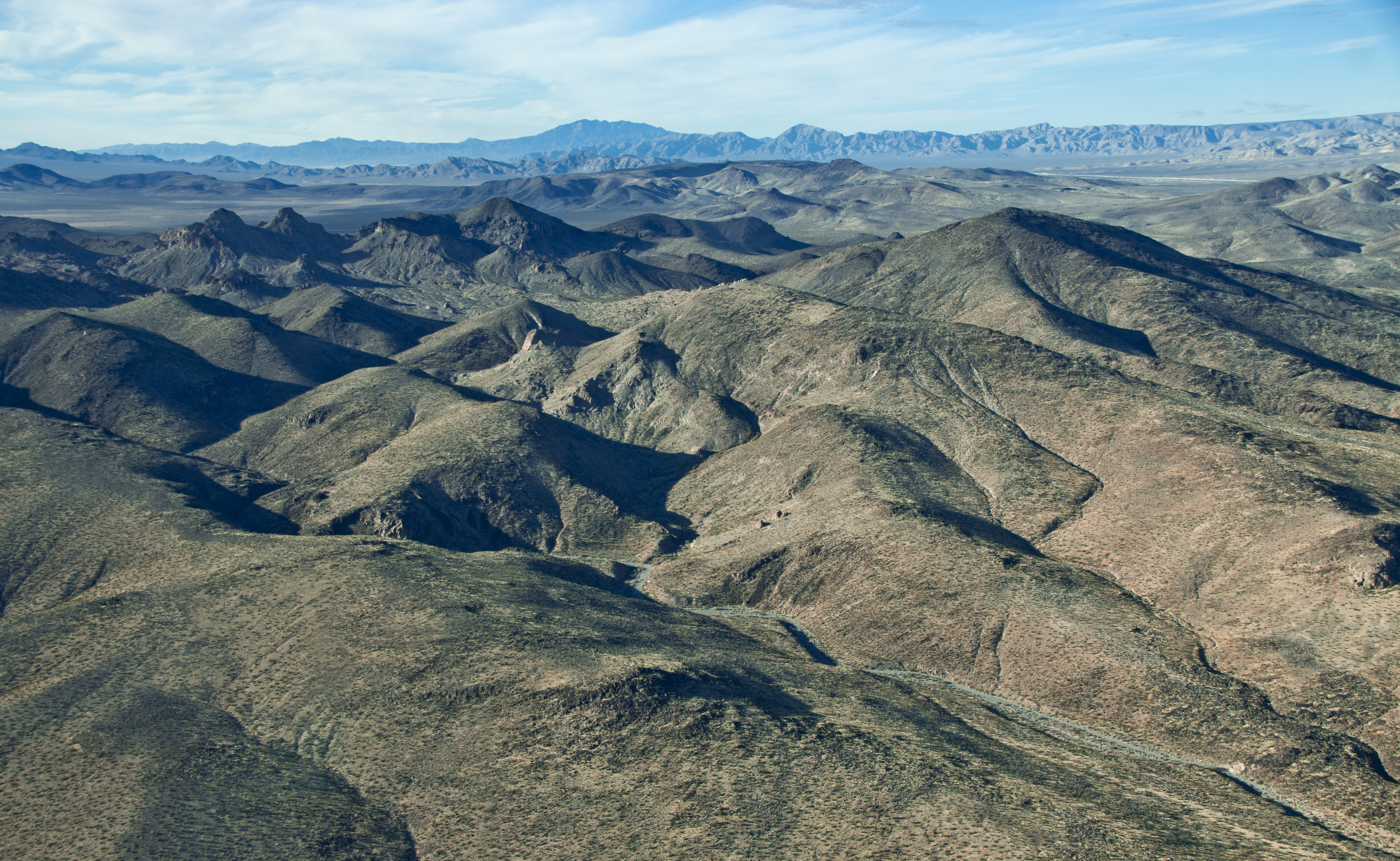
Désert dans la vallée

La vallée se situe dans le désert des Mojaves, au milieu de chaînes montagneuses. Elle est délimitée au nord par les Sheep Mountains, au sud par les Black Mountains, à l’ouest par la chaîne Spring et à l’est par le lac Mead. Plusieurs failles sont présentes dans cette région.
En raison de son altitude, elle est sujette à des changements de température importants, aussi bien entre les saisons qu’entre le jour et la nuit. En hiver, la température moyenne est de 16 °C, mais peut descendre jusqu’à 4 °C pendant la nuit. Les températures estivales peuvent atteindre plus de 40 °C . Bien que les montagnes environnantes soient recouvertes de neige en hiver, il est rare que la neige s’accumule dans la vallée elle-même. En été, la vallée peut être touchée par la mousson nord-américaine qui, en plus de faire augmenter le niveau d’humidité, peut provoquer d’importants orages et causer des crues soudaines.
Elle est alimentée en eau par le lac Mead.

## Économie

### Tourisme
Le tourisme est l’élément moteur de la région. En 2013, il a rapporté plus de 45,2 milliards de dollars à la région, soit plus de 47 % de son PIB.
La vallée est surtout populaire pour ses hôtels-casinos, qui disposent de salles de jeux d’argent, de bars, de restaurants et de théâtres. La plupart d’entre eux se trouvent sur le Las Vegas Strip. Parmi les 20 hôtels les plus grands au monde, 15 se situent dans la région de Las Vegas. La région compte plus de 150 000 chambres d’hôtels.
Elle dispose aussi de réserves naturelles et de zones protégées, telles que le Las Vegas Springs Preserve ou le Red Rock Canyon.

### Architecture

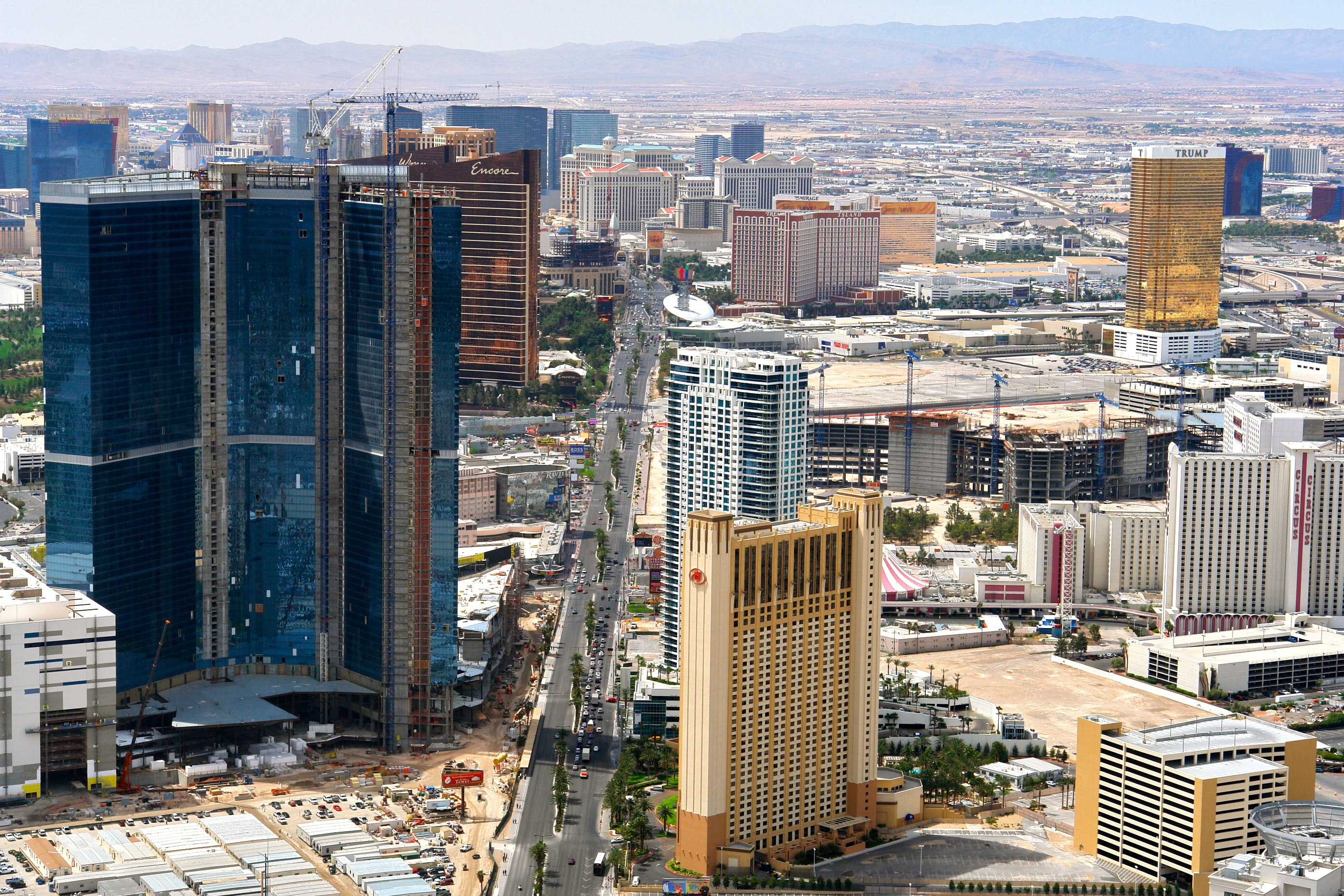
Bâtiments en construction sur le Strip

L'architecture est un secteur important de la région. En 2014, elle représentait près de 48 000 emplois. Ce secteur a commencé à se développer au début des années 1970, avec la construction des premiers hôtels-casinos, qui font aujourd’hui la popularité de la vallée. Celle-ci ne cesse d’être en construction, et les grues font constamment partie du paysage urbain.
Le projet CityCenter a été annoncé en 2004 par le groupe MGM Resorts International. Il s’agit d’un complexe urbain de plus de 1 560 000 m2, composé notamment d’un hôtel-casino, Aria, de plus de 4 000 chambres, d’un condotel, Vdara, de plus de 1 500 chambres, et d’un hôtel-boutique de plus de 400 chambres. Ayant coûté plus de 9 milliards de dollars, c'est le plus grand investissement privé de l’histoire des États-Unis. 

### Shopping
La région est aussi connue pour ses nombreux centres commerciaux, qui offrent aussi bien des produits à des prix abordables que des produits de luxe. Parmi ces centres commerciaux se trouvent le  Fashion Show Mall, le Grand Canal Shoppes, le Galleria at Sunset, le Miracle Mile Shops, ainsi que le Bonanza Gift Store, la plus grande boutique de souvenirs au monde.

## Transports

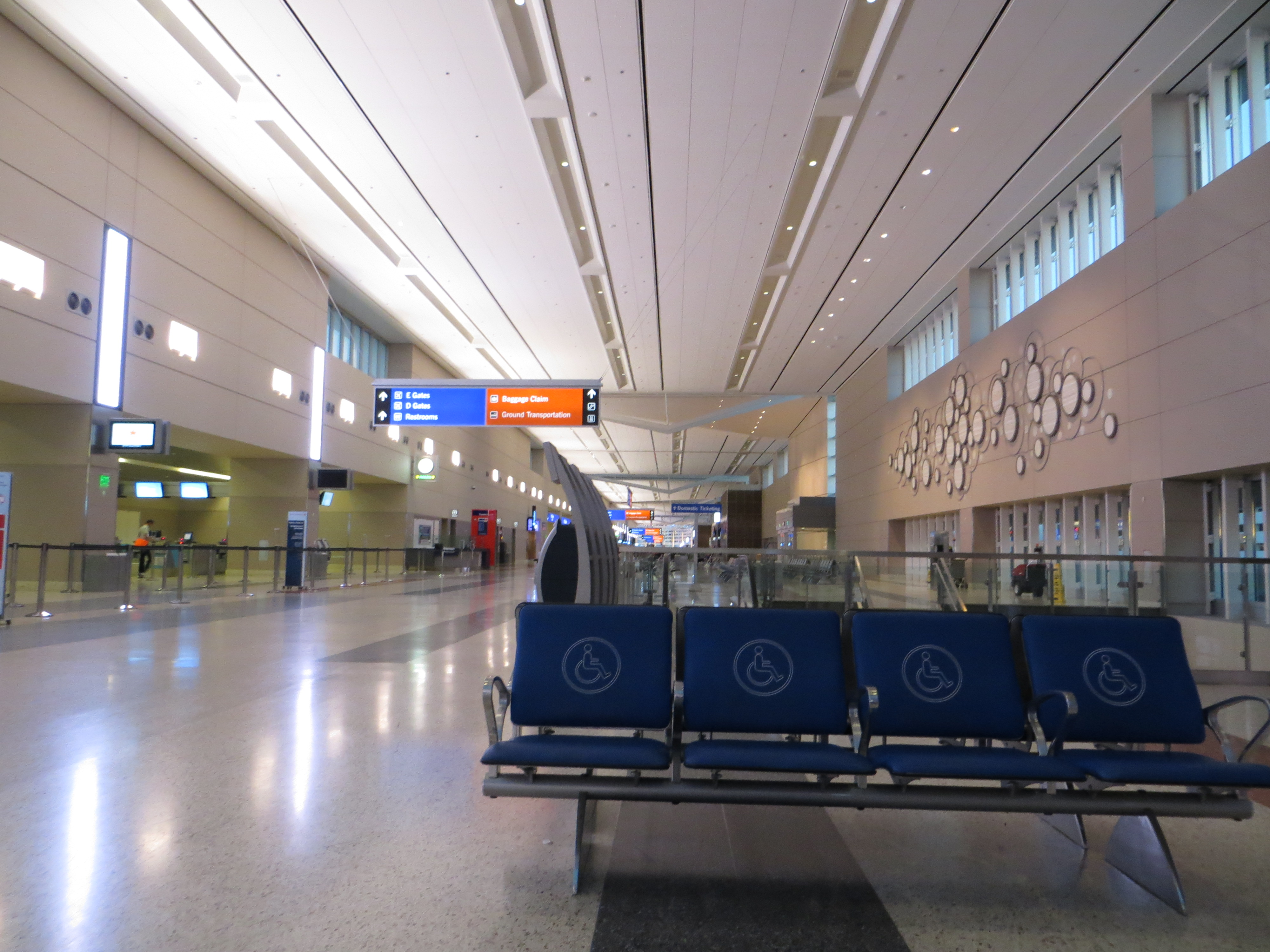
L'aéroport international Harry-Reid

La région est traversée par deux grandes autoroutes : l'Interstate 15, qui relie Las Vegas à la Californie du Sud, et l'U.S. Route 95, qui traverse tout le Nevada. Le transport public du comté est assuré par la compagnie de bus RTC Transit. La ville de Las Vegas est desservie par un monorail qui relie le sud de la ville (depuis l’hôtel-casino MGM Grand Las Vegas) au nord de celle-ci.
La vallée abrite l'aéroport international Harry-Reid, qui fournit des vols commerciaux domestiques et internationaux, ainsi que des vols de fret. Cependant, l’aviation générale a plutôt recours à l’aéroport du nord de Las Vegas ou à celui d’Henderson.
Elle dispose aussi de services ferroviaires pour les trains de marchandises, mais il n’existe plus aucun service ferroviaire destiné aux passagers.

## Éducation
Le district scolaire du comté de Clark est responsable de toutes les écoles publiques d’enseignements primaire et secondaire du comté, à l’exception de quelques écoles privées.
Parmi les universités publiques présentes dans la région, on peut citer l’université du Nevada de Las Vegas, à Paradise, qui est la principale institution d’études supérieures de la région, et l’université du Nevada de Reno, dans laquelle se trouve l’École de médecine du Nevada. On peut aussi citer l’université d'État du Nevada, à Henderson, ainsi que l’université du sud du Nevada, à Las Vegas. Elle accueille aussi l’université privée Touro du Nevada, à Henderson, qui est spécialisée dans les soins de santé.

## Galerie de photographies

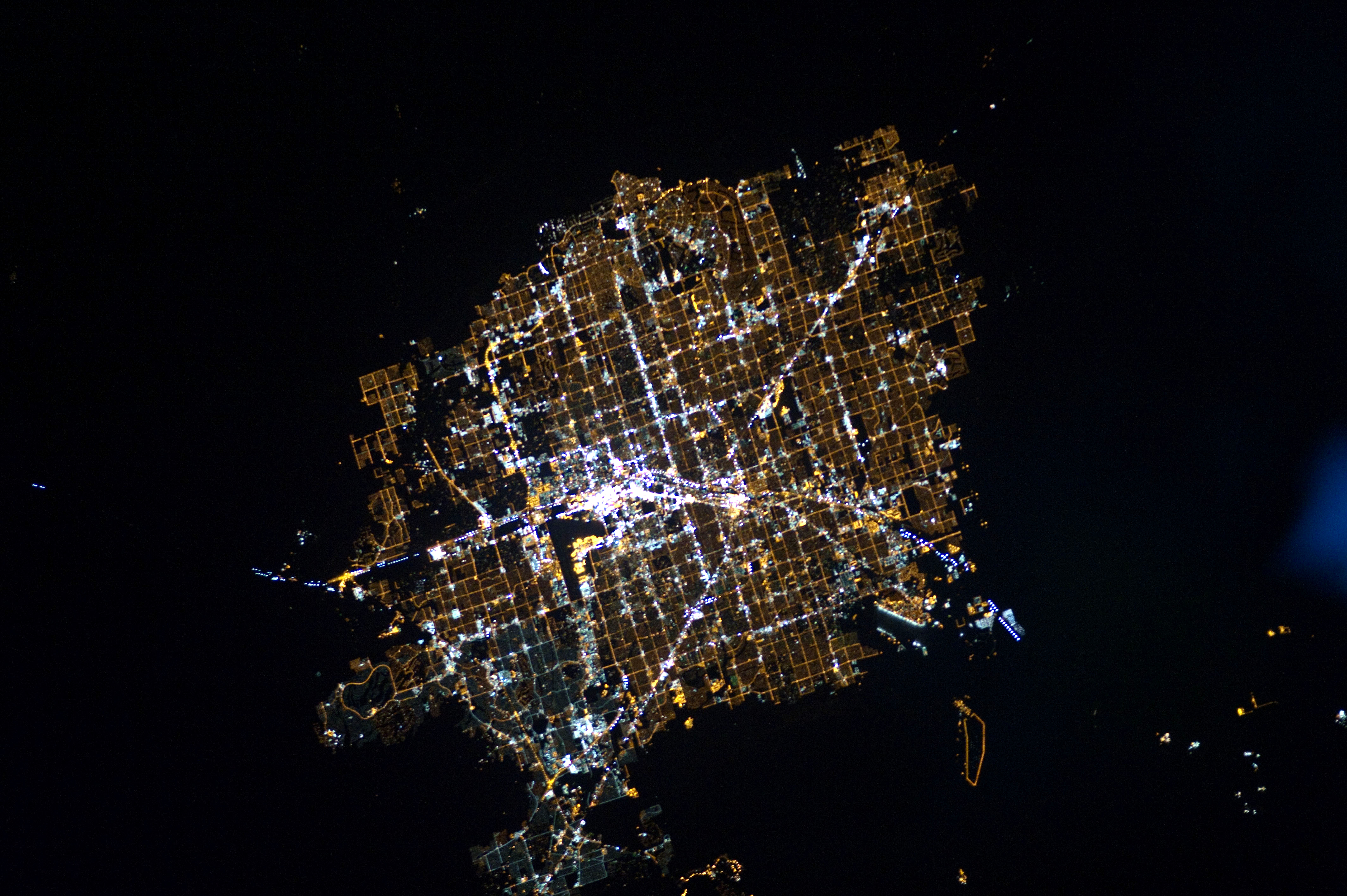
Vue satellite de nuit
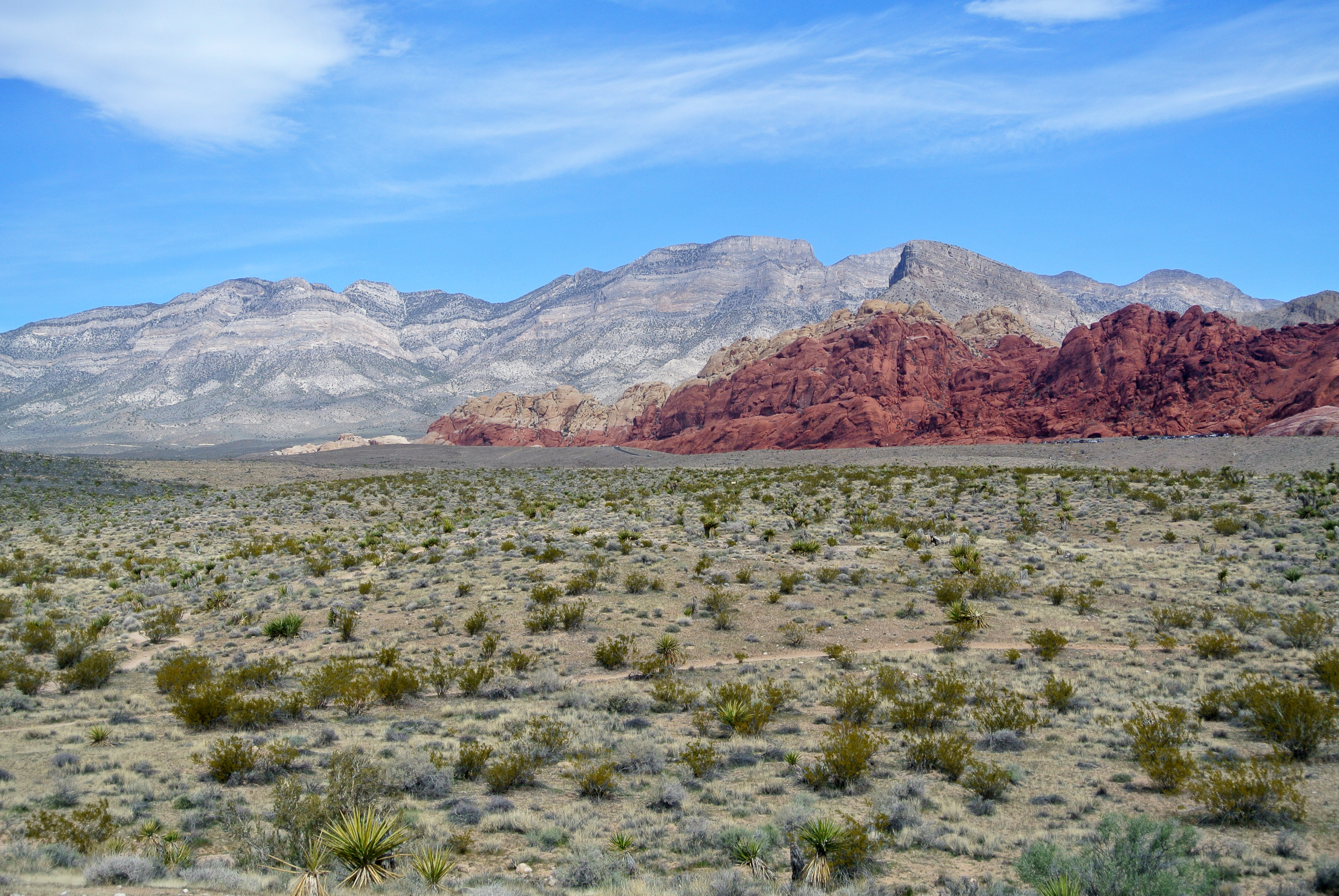
Le Red Rock Canyon
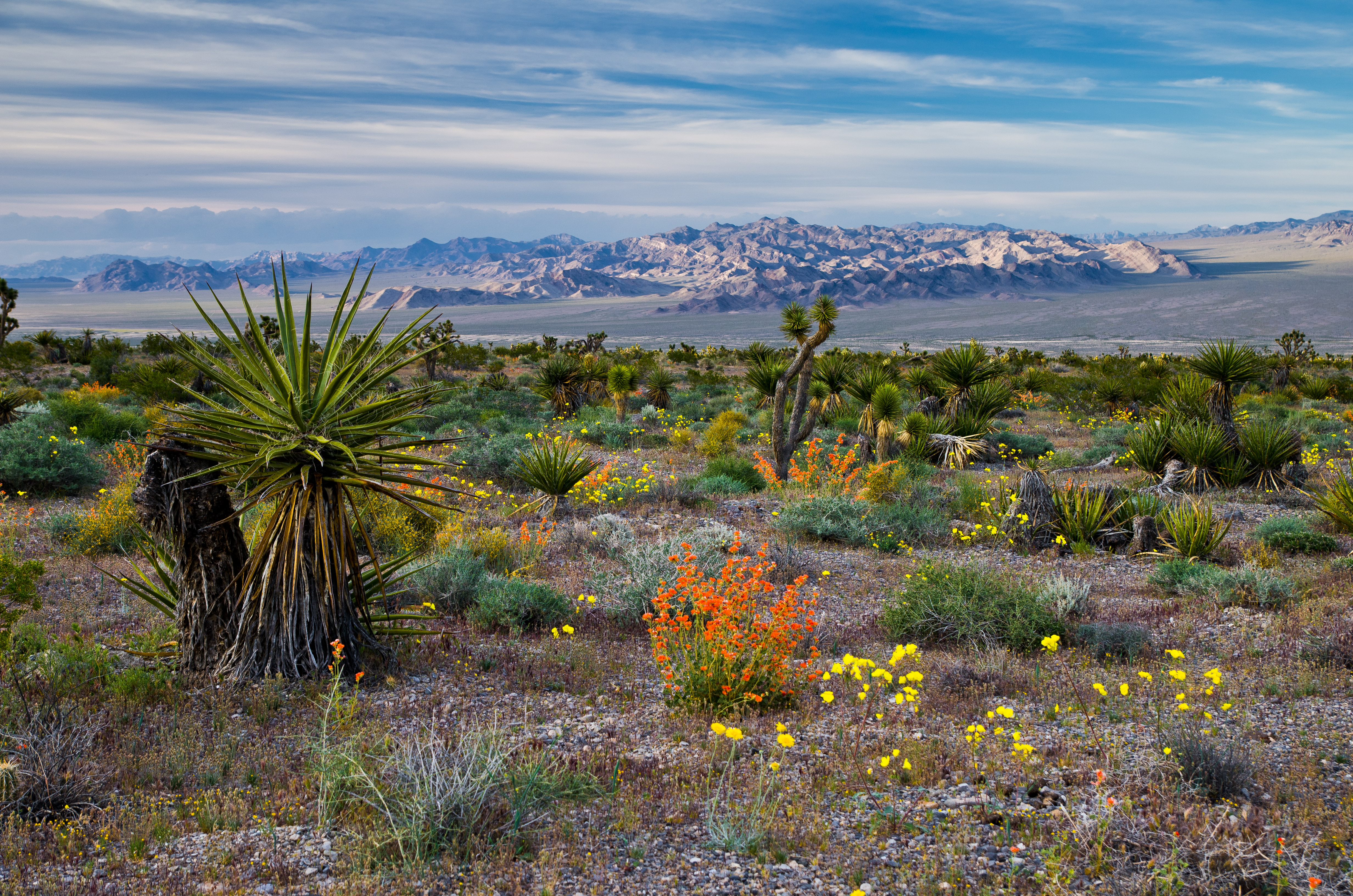
Des fleurs sauvages dans le Red Rock Canyon
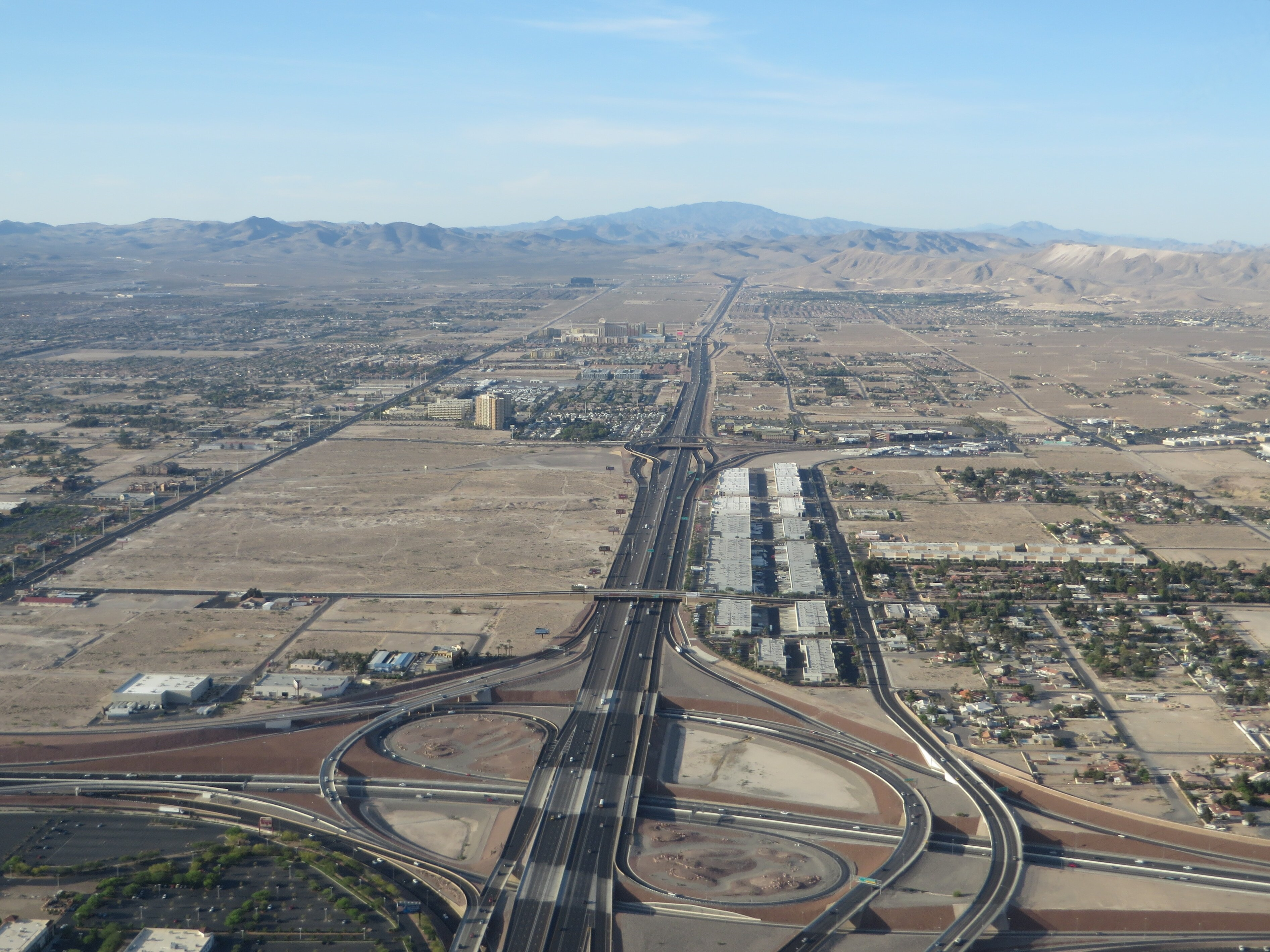
Un panneau sur l'Interstate 15
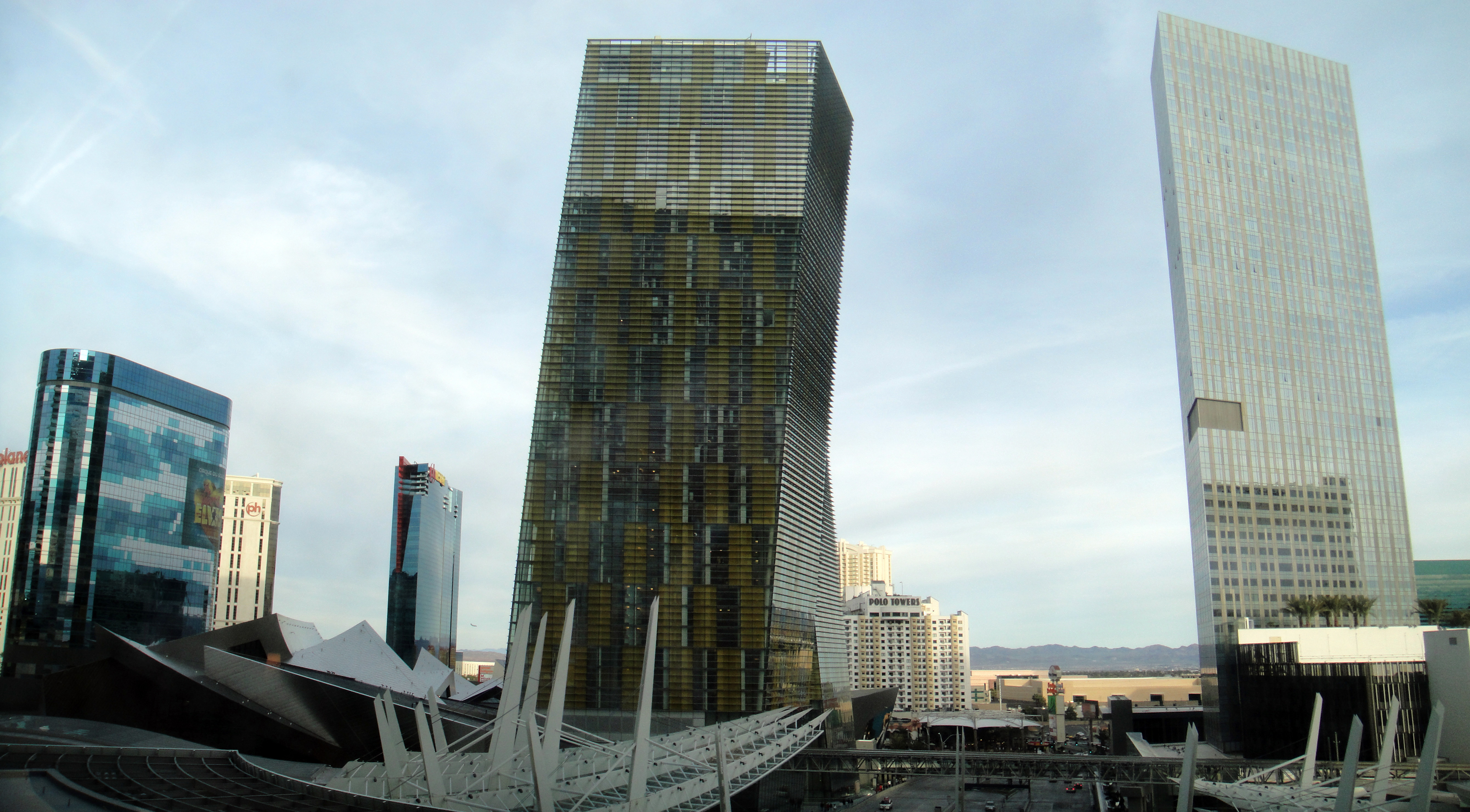
Le CityCenter
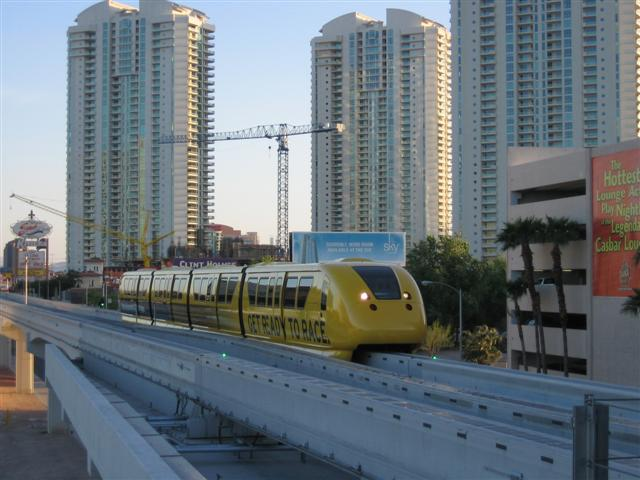
Le monorail de Las Vegas
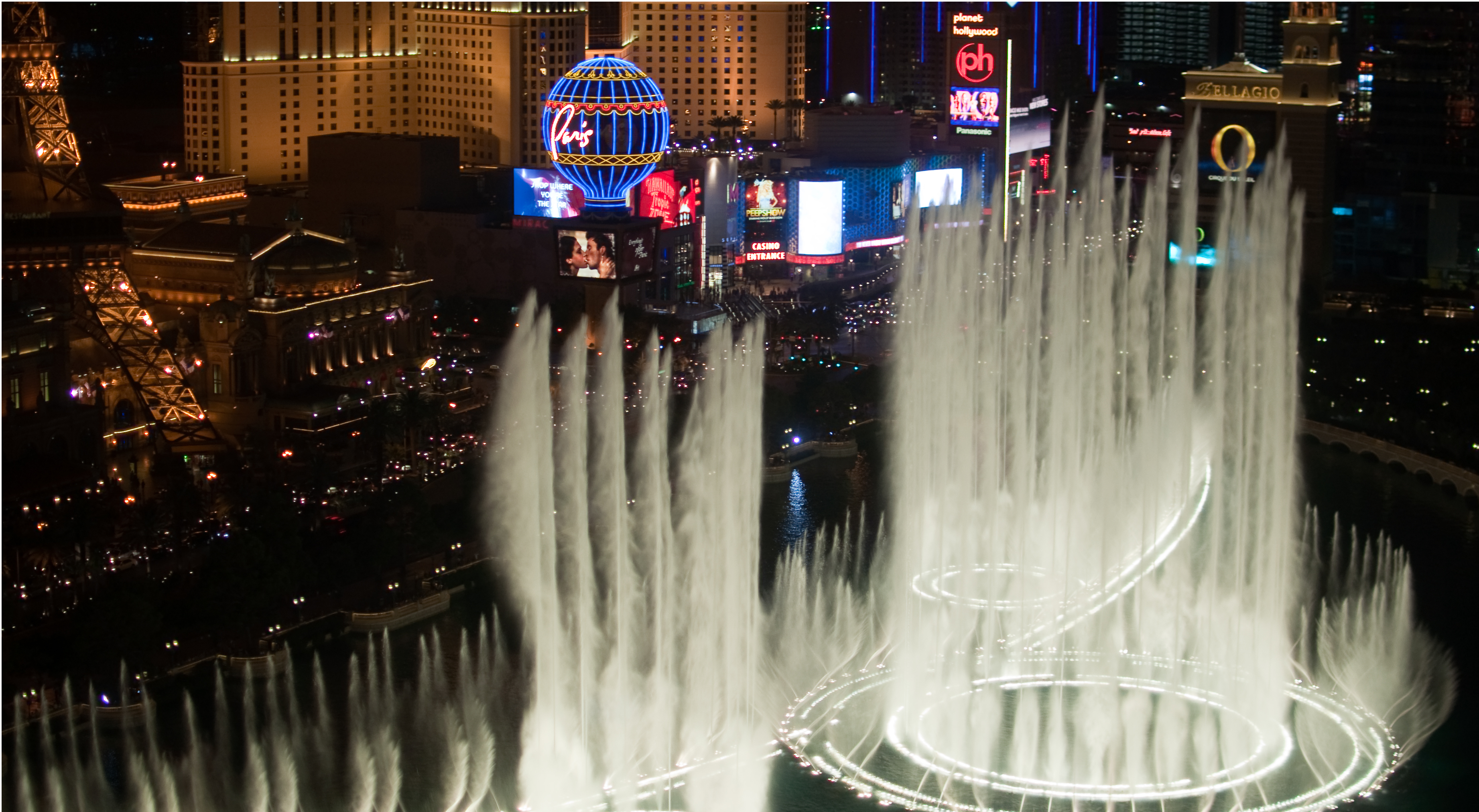
Les fontaines du Bellagio
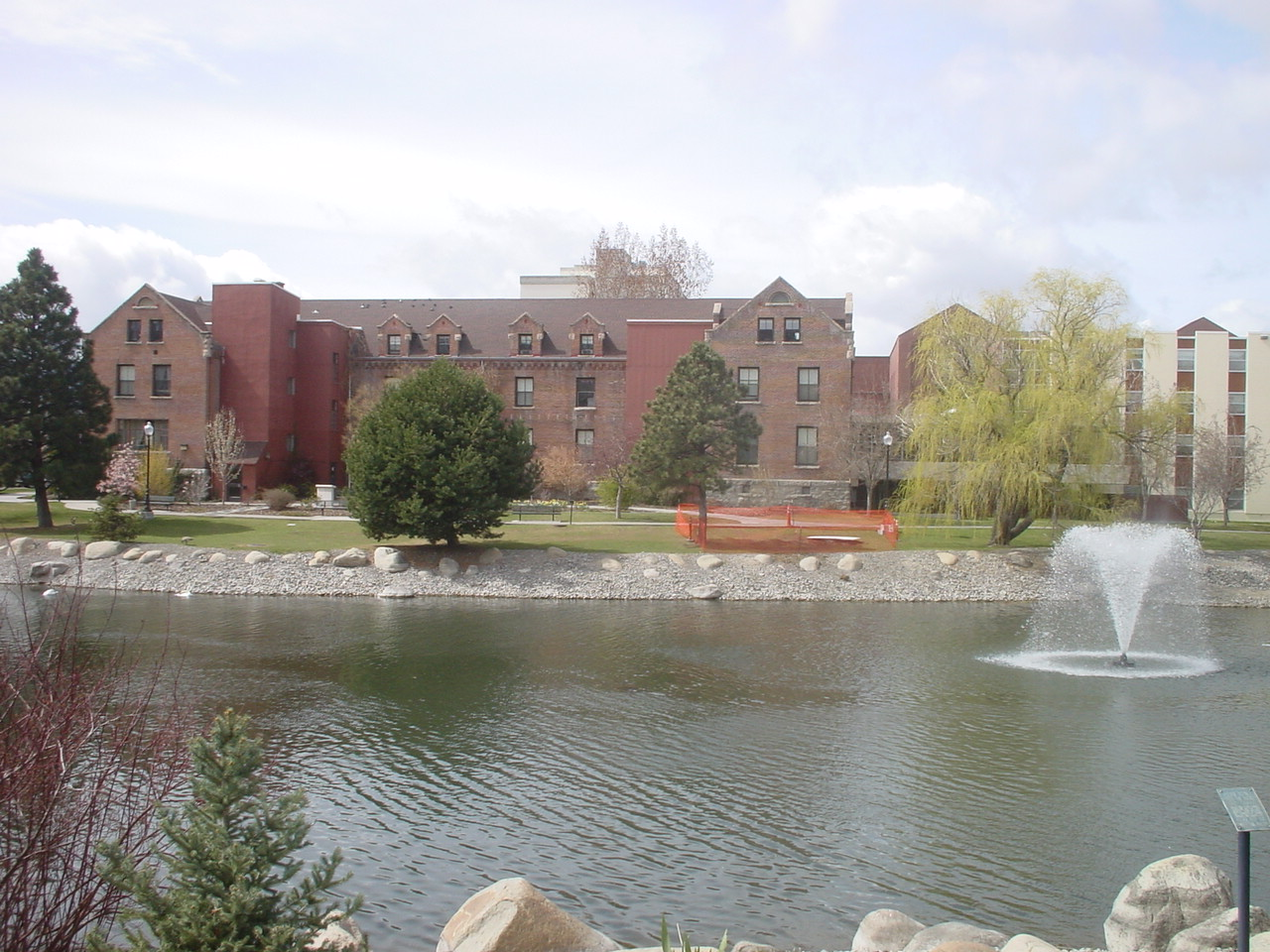
L'Université du Nevada de Reno
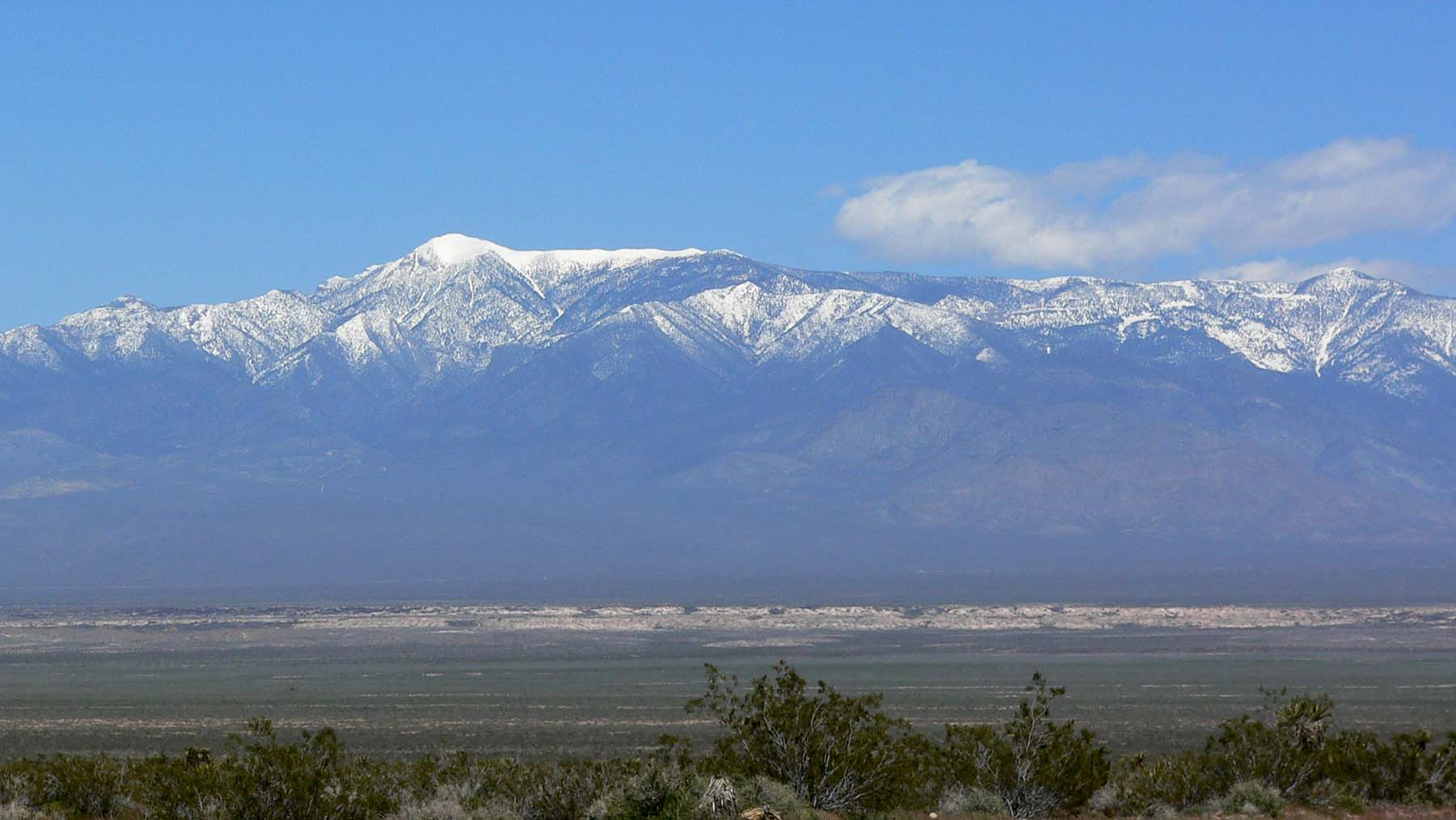
Le Mont Charleston (Chaîne Spring)
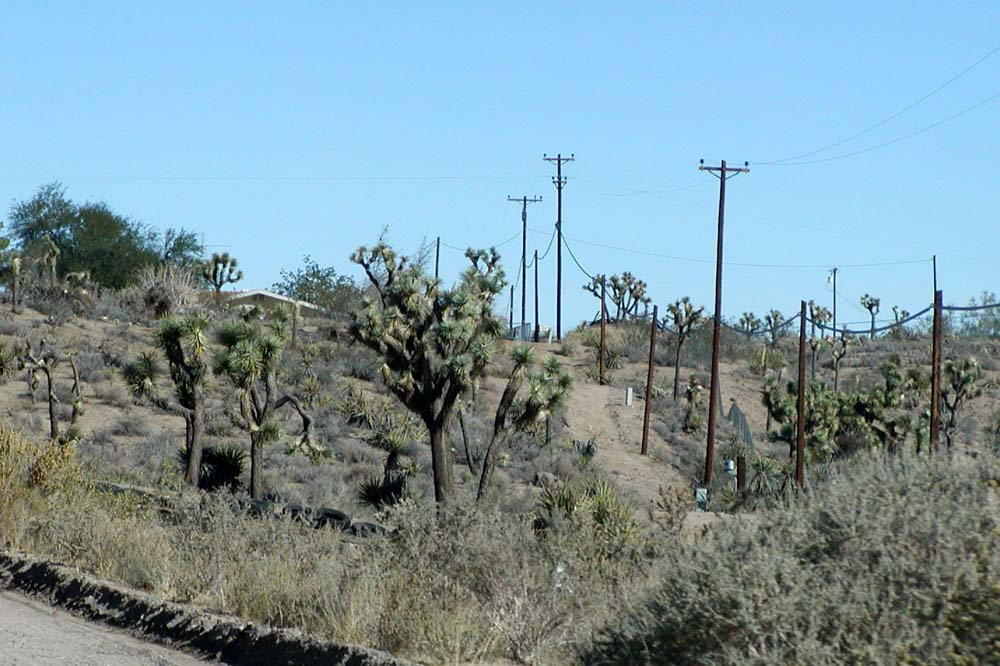
Le désert des Mojaves